# Pseudonchus jenseni
Pseudonchus jenseni är en rundmaskart som beskrevs av Murphy 1964. Pseudonchus jenseni ingår i släktet Pseudonchus och familjen Choniolaimidae. Inga underarter finns listade i Catalogue of Life.